# Турда
Турда (рум. Turda, мађ. Torda) град је у Румунији. Он се налази у средишњем делу земље, у историјској покрајини Трансилванија. Турда је други по важности град округа Клуж. Чувени турдски едикт закључен је у граду 28. јануара 1568. године — до тада невиђени акт верске толеранције. Раније, 28. јуна 1366. године, мађарски краљ Лајош Велики издао је турдски декрет којим се практично избрисао влашки универс, стварајући унију три народа.
Турда је према последњем попису из 2002. године имала 57.726 становника.

## Географија
Град Турда налази се у средишњем делу историјске покрајине Трансилваније, око 30 km јужно до Клужа, седишта округа.
Турда се налази у средишњој котлини Трансилваније, на реци Арјеш, на месту где река излази из планина Бихора. Град се образовао као трговиште при преласку ове реке.

## Становништво
У односу на попис из 2002, број становника на попису из 2011. се смањио.
| 1966.  | 1977.  | 1992.  | 2002.  | 2011.  |
| ------ | ------ | ------ | ------ | ------ |
| 42.307 | 55.294 | 61.200 | 55.770 | 47.744 |

Матични Румуни чине већину градског становништва Турде (84%), а од мањина присутни су Мађари (око 10%) и Роми (5%). Мађари су почетком 20. века чинли око 70% градског становништва. Некада бројно немачко становништво се иселило у матицу током 20. века.